# Homoneura shinonagai
Homoneura shinonagai är en tvåvingeart som beskrevs av Mitsuhiro Sasakawa 2005. Homoneura shinonagai ingår i släktet Homoneura och familjen lövflugor. Inga underarter finns listade i Catalogue of Life.